# NHK Trophy de 2006
NHK Trophy de 2006 foi a vigésima sétima edição do NHK Trophy, um evento anual de patinação artística no gelo organizado pela Federação Japonesa de Patinação (em japonês:  日本スケート連盟), e que fez parte do Grand Prix de 2006–07. A competição foi disputada entre os dias 30 de novembro e 3 de dezembro, na cidade de Nagano, Japão.

## Eventos
- Individual masculino
- Individual feminino
- Duplas
- Dança no gelo

## Medalhistas
| Evento                        | Ouro                                            | Prata                                     | Bronze                                            |
| Individual masculino detalhes | Daisuke Takahashi · Japão                       | Nobunari Oda · Japão                      | Takahiko Kozuka · Japão                           |
| Individual feminino detalhes  | Mao Asada · Japão                               | Fumie Suguri · Japão                      | Yukari Nakano · Japão                             |
| Duplas detalhes               | Shen Xue · Zhao Hongbo · China                  | Zhang Dan · Zhang Hao · China             | Valérie Marcoux · Craig Buntin · Canadá           |
| Dança no gelo detalhes        | Marie-France Dubreuil · Patrice Lauzon · Canadá | Jana Khokhlova · Sergei Novitski · Rússia | Melissa Gregory · Denis Petukhov · Estados Unidos |

## Resultados

### Individual masculino
| Pos.              | Nome                 | Nacionalidade  | Pontos | PC         | PL         |
| ----------------- | -------------------- | -------------- | ------ | ---------- | ---------- |
| Medalha de ouro   | Daisuke Takahashi    | Japão          | 247.93 | 84.44 (1)  | 163.49 (1) |
| Medalha de prata  | Nobunari Oda         | Japão          | 244.56 | 83.55 (2)  | 161.01 (2) |
| Medalha de bronze | Takahiko Kozuka      | Japão          | 208.34 | 67.95 (4)  | 140.39 (3) |
| 4                 | Li Chengjiang        | China          | 191.32 | 69.26 (3)  | 122.06 (4) |
| 5                 | Alexander Uspenski   | Rússia         | 183.36 | 64.63 (6)  | 118.73 (5) |
| 6                 | Kevin van der Perren | Bélgica        | 178.90 | 65.55 (5)  | 113.35 (7) |
| 7                 | Patrick Chan         | Canadá         | 174.34 | 60.80 (8)  | 113.54 (6) |
| 8                 | Wu Jialiang          | China          | 169.22 | 56.39 (9)  | 112.83 (8) |
| 9                 | Kristoffer Berntsson | Suécia         | 169.00 | 63.95 (7)  | 105.05 (9) |
| 10                | Geoffry Varner       | Estados Unidos | 150.79 | 52.70 (11) | 98.09 (10) |
| 11                | Marc Andre Craig     | Canadá         | 144.67 | 52.73 (10) | 91.94 (11) |

### Individual feminino
| Pos.              | Nome               | Nacionalidade  | Pontos | PC         | PL         |
| ----------------- | ------------------ | -------------- | ------ | ---------- | ---------- |
| Medalha de ouro   | Mao Asada          | Japão          | 199.52 | 69.50 (1)  | 130.02 (1) |
| Medalha de prata  | Fumie Suguri       | Japão          | 179.31 | 61.92 (2)  | 117.39 (2) |
| Medalha de bronze | Yukari Nakano      | Japão          | 160.93 | 56.86 (3)  | 104.07 (3) |
| 4                 | Beatrisa Liang     | Estados Unidos | 129.32 | 50.52 (4)  | 78.80 (7)  |
| 5                 | Christine Zukowski | Estados Unidos | 127.94 | 44.32 (7)  | 83.62 (4)  |
| 6                 | Fang Dan           | China          | 127.85 | 47.78 (6)  | 80.07 (5)  |
| 7                 | Arina Martinova    | Rússia         | 127.23 | 48.58 (5)  | 78.65 (8)  |
| 8                 | Lesley Hawker      | Canadá         | 120.85 | 41.00 (10) | 79.85 (6)  |
| 9                 | Kim Chae-Hwa       | Coreia do Sul  | 117.87 | 43.92 (8)  | 73.95 (9)  |
| 10                | Tuğba Karademir    | Turquia        | 112.59 | 42.70 (9)  | 69.89 (10) |
| 11                | Jenna McCorkell    | Reino Unido    | 97.95  | 36.70 (11) | 61.25 (11) |

### Duplas
| Pos.              | Nome                                     | Nacionalidade  | Pontos | PC        | PL         |
| ----------------- | ---------------------------------------- | -------------- | ------ | --------- | ---------- |
| Medalha de ouro   | Shen Xue / Zhao Hongbo                   | China          | 190.97 | 65.58 (1) | 125.39 (1) |
| Medalha de prata  | Zhang Dan / Zhang Hao                    | China          | 181.87 | 63.82 (2) | 118.05 (2) |
| Medalha de bronze | Valérie Marcoux / Craig Buntin           | Canadá         | 163.37 | 55.62 (3) | 107.75 (3) |
| 4                 | Utako Wakamatsu / Jean-Sébastien Fecteau | Canadá         | 145.41 | 53.40 (4) | 92.01 (4)  |
| 5                 | Julia Vlassov / Drew Meekins             | Estados Unidos | 135.45 | 45.96 (6) | 89.49 (5)  |
| 6                 | Julia Obertas / Sergei Slavnov           | Rússia         | 132.19 | 48.62 (5) | 83.57 (6)  |
| 7                 | Stacey Kemp / David King                 | Reino Unido    | 113.70 | 40.38 (7) | 73.32 (7)  |
| 8                 | Mari Vartmann / Florian Just             | Alemanha       | 108.24 | 37.32 (8) | 70.92 (9)  |
| 9                 | Rumiana Spassova / Stanimir Todorov      | Bulgária       | 106.79 | 35.46 (9) | 71.33 (8)  |

### Dança no gelo
| Pos.              | Nome                                   | Nacionalidade    | Pontos | DC         | DO         | DL         |
| ----------------- | -------------------------------------- | ---------------- | ------ | ---------- | ---------- | ---------- |
| Medalha de ouro   | Marie-France Dubreuil / Patrice Lauzon | Canadá           | 195.89 | 38.28 (1)  | 60.23 (1)  | 97.38 (1)  |
| Medalha de prata  | Jana Khokhlova / Sergei Novitski       | Rússia           | 180.57 | 33.66 (2)  | 55.15 (2)  | 91.76 (2)  |
| Medalha de bronze | Melissa Gregory / Denis Petukhov       | Estados Unidos   | 177.81 | 33.62 (3)  | 54.56 (3)  | 89.63 (3)  |
| 4                 | Meryl Davis / Charlie White            | Estados Unidos   | 169.49 | 29.98 (4)  | 52.86 (4)  | 86.65 (4)  |
| 5                 | Nozomi Watanabe / Akiyuki Kido         | Japão            | 150.27 | 28.99 (5)  | 46.90 (6)  | 74.38 (6)  |
| 6                 | Anna Zadorozhniuk / Sergei Verbillo    | Ucrânia          | 149.90 | 27.40 (6)  | 47.05 (5)  | 75.45 (5)  |
| 7                 | Trina Pratt / Todd Gilles              | Estados Unidos   | 143.56 | 26.33 (8)  | 44.49 (7)  | 72.74 (7)  |
| 8                 | Lauren Senft / Leif Gislason           | Canadá           | 141.16 | 26.96 (7)  | 44.26 (8)  | 69.94 (8)  |
| 9                 | Kamila Hájková / David Vincour         | República Tcheca | 124.40 | 22.60 (10) | 39.90 (9)  | 61.90 (11) |
| 10                | Mylène Lamoureux / Michael Mee         | Canadá           | 123.51 | 24.86 (9)  | 34.75 (11) | 63.90 (9)  |
| 11                | Zsuzsanna Nagy / György Elek           | Hungria          | 118.68 | 21.05 (11) | 35.10 (10) | 62.53 (10) |

## Quadro de medalhas
| Ordem | País           | Medalha de ouro | Medalha de prata | Medalha de bronze |    | Ordem por total |
| ----- | -------------- | --------------- | ---------------- | ----------------- | -- | --------------- |
| 1     | Japão          | 2               | 2                | 2                 | 6  | 1               |
| 2     | China          | 1               | 1                |                   | 2  | 2               |
| 3     | Canadá         | 1               |                  | 1                 | 2  | 2               |
| 4     | Rússia         |                 | 1                |                   | 1  | 4               |
| 5     | Estados Unidos |                 |                  | 1                 | 1  | 4               |
| TOTAL | TOTAL          | 4               | 4                | 4                 | 12 | —               |